# Planungsregion Main-Rhön
Die Planungsregion Main-Rhön ist eine von insgesamt 18 Planungsregionen des Freistaates Bayern mit einer Fläche von 3991 km² und 436.833 Einwohnern (31. Dezember 2021). Sie wird in neuerer Zeit zur leichteren Orientierung auch Region Schweinfurt/Main-Rhön genannt. Verwaltungssitz ist die Stadt Haßfurt.

## Struktur

Planungsregion 3: Main-Rhön

Die Planungsregion Main-Rhön liegt im Norden Bayerns. Im Regionalen Planungsverband sind folgende Körperschaften zusammengeschlossen: die kreisfreie Stadt Schweinfurt, die Landkreise Bad Kissingen, Haßberge, Rhön-Grabfeld und Schweinfurt sowie die dazugehörigen Landkreisgemeinden.
Bis 2016 war die kreisfreie Stadt Schweinfurt das einzige Oberzentrum. Seit 2016 bilden Bad Kissingen und Bad Neustadt an der Saale ein gemeinsames zweites Oberzentrum. Mittelzentren sind Bad Brückenau, Gerolzhofen, Hammelburg und Haßfurt.
Der heutige Einwohnerstand von Stadt und Landkreis Schweinfurt entspricht dem vom Jahr 2000, während die drei umliegenden Landkreise seitdem Einwohnerabnahmen verzeichneten.

## Geschichte
1972 erfolgte die Einteilung des Freistaates Bayern in 18 Planungsregionen auf der Grundlage des Bayerischen Landesplanungsgesetzes von 1970. Der Regionale Planungsverband trägt die Nr. 3 und entstand am 18. April 1973.

## Vorsitz
Verbandsvorsitzender ist derzeit Thomas Bold, Landrat des Landkreises Bad Kissingen.

## Geographie
Main-Rhön ist die einzige bayerische Planungsregion, die eine geografisch abgeschlossene Landschaft bildet. Die Rautenform widerspiegelt ihre natürlichen Grenzen: im Nordwesten mit der Rhön, im Nordosten den Vorbergen des Thüringer Waldes und den Haßbergen, im Südosten mit dem Steigerwald und im Südwesten dem Gramschatzer Wald.
Die nordwestliche Hälfte der Planungsregion wird vom Bäderland Bayerische Rhön eingenommen, zu dem fünf Kurbäder, darunter drei bayerische Staatsbäder gehören. In früheren Jahrzehnten wurde die Planungsregion deshalb sogar als Bayerische Bäderregion bezeichnet.
Schweinfurt ist die mit Abstand größte und wirtschaftsstärkste Stadt der Planungsregion, ihr einziger Hochschulstandort und Kern des einzigen Ballungsraums mit ca. 120.000 Einwohnern, in einer ansonsten ländlich geprägten Region mit mehreren Naturparks und hohem Freizeitwert. Im Jahre 1995 lebten in der Region 452.065 Einwohner.
In Folge des Falls des Eisernen Vorhangs änderte sich die wirtschaftsgeografische Lage der Planungsregion Main-Rhön grundlegend. Schweinfurt wurde zu einem Autobahnknotenpunkt in der bundesdeutschen Mitte.

## Wirtschaft
Der größte Wälzlager-Konzern der Welt SKF, der zweitgrößte Schaeffler und der drittgrößte Automobilzulieferer der Welt ZF Friedrichshafen haben ihre größten Werke in Schweinfurt.
Ferner ist die Gesundheitsbranche von Bedeutung. Fresenius Medical Care ist mit dem zweitgrößten deutschen Standort und größten Entwicklungs- und Produktionsstandort für Dialysegeräte des DAX-Konzerns in Schweinfurt vertreten. Zum Rhön-Klinikum in Bad Neustadt gehören Kliniken in mehreren Bundesländern.
Schließlich ist die Lebensmittelindustrie zu nennen. Carl Kühne in Sennfeld und Meßmer Tee in Grettstadt, als Marke der Laurens Spethmann Holding, gehören zu den größten Werken beider Unternehmen.
Großlogistik gewinnt im Raum Schweinfurt durch die zentrale Lage und gute Verkehrsanbindung zunehmend an Bedeutung.
Durch den seit 2017 im Aufbau befindlichen i-Campus Schweinfurt der Hochschule für angewandte Wissenschaften Würzburg-Schweinfurt (FHWS) wird die Zusammenarbeit von Industrie und Hochschule intensiviert.
Im Tourismus und als Kongress- und Tagungsort ist Bad Kissingen führend, mit jährlich 1,5 Millionen Gästeübernachtungen.